# Georges Hansel
Georges Hansel (né en 1936) est un mathématicien français, professeur émérite à l'Université de Rouen, gendre d'Emmanuel Levinas et de Raïssa Levinas. Ses centres d'intérêt sont: la Théorie des codes et la Théorie des automates, la Programmation en C et la Programmation en C++, la Théorie ergodique.

## Biographie
Georges Hansel est né en 1936.
Georges Hansel est un des 1000 enfants sauvés par Juliette Stern.

## Les manuscrits de Levinas
Les enfants Levinas, le pianiste et compositeur Michaël Levinas, né le 18 avril 1949, à Paris et sa sœur aînée, Simone Levinas, née en 1935 l'épouse de Georges Hansel, n'arrivent pas à s'entendre sur la publication d'inédits de leur père et sur le lieu de conservation de ces manuscrits,.

## Publications
- Mathématique[5]
- Pensée juive
  - Georges Hansel. Explorations Talmudiques, Éditions Odile Jacob,  Paris,  1998
  - Georges Hansel. De la Bible au Talmud, suivi de L'itinéraire de pensée d'Emmanuel Levinas. Éditions Odile Jacob, Paris, 2008.  (ISBN 2-7381-2043-1)
- Emmanuel Levinas
- Cristian Ciocan, Georges Hansel, Levinas Concordance, Dordrecht, Springer, 2005, 950 pages,  (ISBN 978-1-4020-4124-2)